# Oxalis phaseolifolia
Oxalis phaseolifolia är en harsyreväxtart som först beskrevs av Henry Hurd Rusby, och fick sitt nu gällande namn av Paul Erich Otto Wilhelm Knuth. Oxalis phaseolifolia ingår i släktet oxalisar, och familjen harsyreväxter. Inga underarter finns listade i Catalogue of Life.